# Oligophagie
L'oligophagie caractérise les animaux qui se nourrissent d'un nombre limité d'aliments spécifiques. Le terme est généralement employé pour qualifier le comportement alimentaire de certains insectes. 
Les organismes peuvent montrer une oligophagie étroite ou spécifique lorsque leur régime alimentaire est restreint à un nombre très limité d'aliments, ou bien une oligophagie large lorsqu'ils s'alimentent d'un grand nombre d'aliments spécifiques, mais d'aucun autre.
Au contraire, la polyphagie caractérise une alimentation comprenant une vaste gamme d'aliments.
Chez les insectes, on qualifie ainsi les espèces qui se nourrissent de diverses plantes appartenant à différentes familles botaniques.

## Exemples
Le régime alimentaire du papillon pollinisateur des yuccas, Tegeticula maculata, se restreint aux seuls fruits en développement des espèces de yuccas tandis que le lièvre de mer, Aplysia juliana (Quoy & Gaimard), se nourrit d'une seule espèce d'algue, Ulva lactuca (Linné) dans les eaux de l'Australie orientale.
Ce sont deux exemples d'oligophages étroits. 
À l'inverse, le criquet migrateur peut être qualifié d'oligophage large, ou même de polyphage.